# Ranunculus austinae
Ranunculus austinae är en ranunkelväxtart som beskrevs av Edward Lee Greene. Ranunculus austinae ingår i släktet ranunkler, och familjen ranunkelväxter. Inga underarter finns listade i Catalogue of Life.